# نیکون اف
نیکون اف (به انگلیسی: Nikon F) یک دوربین عکاسی تک‌لنزی بازتابی ساخت شرکت نیکون است.